# Sue Michalski-Cagen
Susan „Sue” Michalski-Cagen (ur. 16 lipca 1962 w Milwaukee) – amerykańska narciarka, uprawiająca narciarstwo dowolne. Najlepszy wynik na mistrzostwach świata osiągnęła podczas mistrzostw w Altenmarkt, gdzie zajęła 6. miejsce w skokach akrobatycznych. Zajęła także 12. miejsce w zawodach pokazowych w tej samej konkurencji na igrzyskach olimpijskich w Albertville. Najlepsze wyniki w Pucharze Świata osiągnęła w sezonie 1991/1992, kiedy to zajęła 22. miejsce w klasyfikacji generalnej, a klasyfikacji skoków akrobatycznych była szósta.
W 1993 r. zakończyła karierę.

## Sukcesy

### Mistrzostwa Świata
| Miejsce | Dzień     | Rok  | Miejscowość | Konkurencja        | Zwycięzca            |
| ------- | --------- | ---- | ----------- | ------------------ | -------------------- |
| 14.     | 16 lutego | 1991 | Lake Placid | Skoki akrobatyczne | Wasilisa Siemienczuk |
| 6.      | 14 marca  | 1993 | Altenmarkt  | Skoki akrobatyczne | Lina Cheryazova      |

### Puchar Świata

#### Miejsca w klasyfikacji generalnej
- 1989/1990 – 45.
- 1990/1991 – 30.
- 1991/1992 – 22.
- 1992/1993 – 39.

#### Miejsca na podium
1. Piancavallo – 21 grudnia 1990 (Skoki akrobatyczne) – 3. miejsce
2. Breckenridge – 19 stycznia 1992 (Skoki akrobatyczne) – 3. miejsce
3. Le Relais – 31 stycznia 1993 (Skoki akrobatyczne) – 3. miejsce

- W sumie 3 trzecie miejsca.